# ینسی آریاس
ینسی آریاس (انگلیسی: Yancey Arias؛ زادهٔ ۲۷ ژوئن ۱۹۷۱) یک هنرپیشه، فیلم‌نامه‌نویس، تهیه‌کننده، بازیگر سینما، و کارگردان اهل ایالات متحده آمریکا است.
از فیلم‌ها یا مجموعه‌های تلویزیونی که وی در آن‌ها نقش داشته است می‌توان به نایت رایدر و ۱۳ دقیقه اشاره نمود.